# Mildred (badessa)

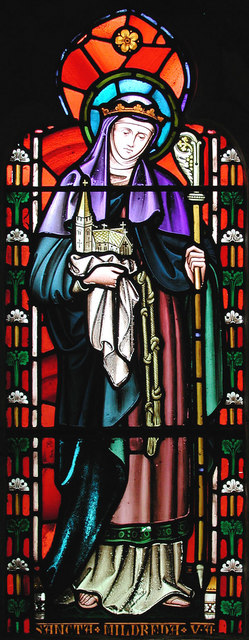
Una finestra raffigurante Santa Mildred, Preston-next-Wingham, Kent.

Mildred, conosciuta anche come Mildrith o Mildthryth (in inglese antico: Mildþryð) (660 circa – Minster-in-Thanet, 716 circa), è stata una principessa reale e una badessa dell'abbazia di Minster-in-Thanet, nel Kent, vissuta tra il settimo e l'ottavo secolo. È venerata come santa dalla Chiesa cattolica, dalla Chiesa ortodossa e dalla Comunione anglicana.

## Vita e famiglia
Mildred era figlia di Merewalh, re del Magonsete, un sub-regno del regno anglosassone di Mercia, e di Santa Ermenburga (conosciuta anche come Domne Eafe);
in quanto pronipote di re Etelberto del Kent, anch'egli santo, appare anch'essa nella raccolta di testi medievali denominata Kentish Royal Legend (letteralmente: leggenda reale del Kent).
Anche le sue sorelle Mildburga (Santa Mildburga di Much Wenlock) e Mildgita (Santa Mildgita) sono state dichiarate sante e appaiono con lei nella sopraccitata Kentish Royal Legend, conosciuta anche come Leggenda di Mildred. Le tre sorelle sono state associate alle tre virtù teologali: Mildburga alla fede, Mildred alla carità e Mildgita alla speranza.
Oltre che dalla sopraccitata raccolta di scritti, diverse notizie sulla santa ci sono pervenute grazie a Gozzelino di San Bertino, che ne scrisse una agiografia nell'undicesimo secolo, e alla Nova Legenda Anglie, del 1516, in cui è dato un ampio resoconto della sua vita.
La famiglia di Mildred aveva, per parte di madre, stretti rapporti con la dinastia merovingia, allora dominatrice nel Regno dei Franchi, e si ritiene che Mildred sia stata educata nella prestigiosa abbazia reale di Chelles. Entrò poi nell'abbazia di Minster-in-Thanet, fondata attorno al 670 da sua madre, Santa Ermenburga, dove divenne monaca benedettina e di cui, nel 694, fu consacrata badessa da San Teodoro di Canterbury, succedendo alla madre. Proprio in quell'abbazia Mildred morì tra il 716 e il 725 e le sue spoglie furono poste nella chiesa dell'abbazia, dedicata alla Beata Vergine Maria. Diverse iscrizioni di questo periodo dedicate a Mildred esistono ancora oggi nel dipartimento francese del Passo di Calais, in particolare nel villaggio di Millam, ad indicare che il legame con il Regno dei Franchi perdurò sia durante il suo periodo a Minster-in-Thanet che dopo la sua morte.

## Reliquie
Alla morte di Mildred, badessa dell'abbazia divenne Santa Edburga, figlia di re Centwine del Wessex, che, nel 741, fece costruire una nuova chiesa abbaziale, dedicata dall'Arcivescovo Cutberto ai Santi Pietro e Paolo, sempre sita a Minster-in-Thanet. La chiesa divenne poi anche un santuario per le reliquie di Santa Mildred, che vi furono trasportate nel 746, e quindi meta di pellegrinaggio per i devoti di quest'ultima.
L'ultima badessa dell'abbazia fu Leofruna, che fu catturata dagli invasori danesi nel 1011. Dopo questo fatto l'abbazia fu abbandonata e la chiesa degradata a parrocchia e, nonostante l'opposizione locale, nel 1031 (secondo altre fonti nel 1055) le spoglie di Mildred e quelle di Edburga furono portate nell'abbazia di Sant'Agostino, a Canterbury. La chiesa di Santa Mildred, all'interno delle mura cittadine di Canterbury, sembra sia stata eretta proprio in questa occasione.
Alcune reliquie della santa furono inviate, nell'undicesimo secolo, a una chiesa di Deventer, nei Paesi Bassi. Nel 1881, Papa Leone XIII ristabilì ufficialmente il giorno della festa di Santa Mildred a Thanet e quando, nel 1882, un nuovo monastero benedettino fu costruito a Minster-in-Thanet, le monache chiesero la restituzione delle suddette reliquie all'arcivescovo di Utrecht, che si adoperò per garantire il loro rientro. Nel 1937 l'abbazia di Minster-in-Thanet fu acquistata dalle monache benedettine dell'abbazia di Santa Valpurga, in Baviera, che rifondarono qui una comunità monastica e nel 1953 vi fu portata una reliquia di Santa Mildred.

## Albero genealogico
L'albero genealogico di questa parte della famiglia reale del Kent nel settimo secolo è derivato dalle vecchie cronache latine e anglosassoni. Eadbald divenne re nel 616 e regnò fino alla sua morte, nel 640, quando gli succedette suo figlio Eorcenberht (che secondo alcuni regnò assieme a Eormenred, nonno di Mildred). Egberto salì sul trono nel 664 e morì nel 673 quando sul trono del Kent salì suo fratello Hlothhere, che regnò fino al 685. Il figlio di Egberto, Eadric, regnò dal 685 al 686 (forse anche insieme a suo zio Hlothhere).
|                          |                          |                          |                          |                          |                          | Santo Etelberto I re del Kent | Santo Etelberto I re del Kent | Santo Etelberto I re del Kent | Santo Etelberto I re del Kent | Santo Etelberto I re del Kent | Santo Etelberto I re del Kent |                            |                            |  |  |                              |                              | Santa Bertha                 | Santa Bertha                 | Santa Bertha                 | Santa Bertha                 | Santa Bertha | Santa Bertha |                            |                            |                            |                            |                            |                            |  |  |                |                |                |                |                |                |  |  |                 |                 |                 |                 |                 |                 |  |  |            |            |            |            |            |            |  |  |            |            |            |            |            |            |
|                          |                          |                          |                          |                          |                          | Santo Etelberto I re del Kent | Santo Etelberto I re del Kent | Santo Etelberto I re del Kent | Santo Etelberto I re del Kent | Santo Etelberto I re del Kent | Santo Etelberto I re del Kent |                            |                            |  |  |                              |                              | Santa Bertha                 | Santa Bertha                 | Santa Bertha                 | Santa Bertha                 | Santa Bertha | Santa Bertha |                            |                            |                            |                            |                            |                            |  |  |                |                |                |                |                |                |  |  |                 |                 |                 |                 |                 |                 |  |  |            |            |            |            |            |            |  |  |            |            |            |            |            |            |
|                          |                          |                          |                          |                          |                          |                               |                               |                               |                               |                               |                               |                            |                            |  |  |                              |                              |                              |                              |                              |                              |              |              |                            |                            |                            |                            |                            |                            |  |  |                |                |                |                |                |                |  |  |                 |                 |                 |                 |                 |                 |  |  |            |            |            |            |            |            |  |  |            |            |            |            |            |            |
|                          |                          |                          |                          |                          |                          |                               |                               |                               |                               |                               |                               |                            |                            |  |  |                              |                              |                              |                              |                              |                              |              |              |                            |                            |                            |                            |                            |                            |  |  |                |                |                |                |                |                |  |  |                 |                 |                 |                 |                 |                 |  |  |            |            |            |            |            |            |  |  |            |            |            |            |            |            |
| Edvino re di Northumbria | Edvino re di Northumbria | Edvino re di Northumbria | Edvino re di Northumbria | Edvino re di Northumbria | Edvino re di Northumbria |                               |                               | Santa Etelburga di Liminge    | Santa Etelburga di Liminge    | Santa Etelburga di Liminge    | Santa Etelburga di Liminge    | Santa Etelburga di Liminge | Santa Etelburga di Liminge |  |  | Eadbaldo re del Kent         | Eadbaldo re del Kent         | Eadbaldo re del Kent         | Eadbaldo re del Kent         | Eadbaldo re del Kent         | Eadbaldo re del Kent         |              |              | Emma                       | Emma                       | Emma                       | Emma                       | Emma                       | Emma                       |  |  |                |                |                |                |                |                |  |  |                 |                 |                 |                 |                 |                 |  |  |            |            |            |            |            |            |  |  |            |            |            |            |            |            |
| Edvino re di Northumbria | Edvino re di Northumbria | Edvino re di Northumbria | Edvino re di Northumbria | Edvino re di Northumbria | Edvino re di Northumbria |                               |                               | Santa Etelburga di Liminge    | Santa Etelburga di Liminge    | Santa Etelburga di Liminge    | Santa Etelburga di Liminge    | Santa Etelburga di Liminge | Santa Etelburga di Liminge |  |  | Eadbaldo re del Kent         | Eadbaldo re del Kent         | Eadbaldo re del Kent         | Eadbaldo re del Kent         | Eadbaldo re del Kent         | Eadbaldo re del Kent         |              |              | Emma                       | Emma                       | Emma                       | Emma                       | Emma                       | Emma                       |  |  |                |                |                |                |                |                |  |  |                 |                 |                 |                 |                 |                 |  |  |            |            |            |            |            |            |  |  |            |            |            |            |            |            |
|                          |                          |                          |                          |                          |                          |                               |                               |                               |                               |                               |                               |                            |                            |  |  |                              |                              |                              |                              |                              |                              |              |              |                            |                            |                            |                            |                            |                            |  |  |                |                |                |                |                |                |  |  |                 |                 |                 |                 |                 |                 |  |  |            |            |            |            |            |            |  |  |            |            |            |            |            |            |
|                          |                          |                          |                          |                          |                          |                               |                               |                               |                               |                               |                               |                            |                            |  |  |                              |                              |                              |                              |                              |                              |              |              |                            |                            |                            |                            |                            |                            |  |  |                |                |                |                |                |                |  |  |                 |                 |                 |                 |                 |                 |  |  |            |            |            |            |            |            |  |  |            |            |            |            |            |            |
| Santa Sexburga di Ely    | Santa Sexburga di Ely    | Santa Sexburga di Ely    | Santa Sexburga di Ely    | Santa Sexburga di Ely    | Santa Sexburga di Ely    |                               |                               | Eorcenberht re del Kent       | Eorcenberht re del Kent       | Eorcenberht re del Kent       | Eorcenberht re del Kent       | Eorcenberht re del Kent    | Eorcenberht re del Kent    |  |  | Santa Eanswida di Folkestone | Santa Eanswida di Folkestone | Santa Eanswida di Folkestone | Santa Eanswida di Folkestone | Santa Eanswida di Folkestone | Santa Eanswida di Folkestone |              |              | Eormenred ? re del Kent    | Eormenred ? re del Kent    | Eormenred ? re del Kent    | Eormenred ? re del Kent    | Eormenred ? re del Kent    | Eormenred ? re del Kent    |  |  | Oslafa         | Oslafa         | Oslafa         | Oslafa         | Oslafa         | Oslafa         |  |  |                 |                 |                 |                 |                 |                 |  |  |            |            |            |            |            |            |  |  |            |            |            |            |            |            |
| Santa Sexburga di Ely    | Santa Sexburga di Ely    | Santa Sexburga di Ely    | Santa Sexburga di Ely    | Santa Sexburga di Ely    | Santa Sexburga di Ely    |                               |                               | Eorcenberht re del Kent       | Eorcenberht re del Kent       | Eorcenberht re del Kent       | Eorcenberht re del Kent       | Eorcenberht re del Kent    | Eorcenberht re del Kent    |  |  | Santa Eanswida di Folkestone | Santa Eanswida di Folkestone | Santa Eanswida di Folkestone | Santa Eanswida di Folkestone | Santa Eanswida di Folkestone | Santa Eanswida di Folkestone |              |              | Eormenred ? re del Kent    | Eormenred ? re del Kent    | Eormenred ? re del Kent    | Eormenred ? re del Kent    | Eormenred ? re del Kent    | Eormenred ? re del Kent    |  |  | Oslafa         | Oslafa         | Oslafa         | Oslafa         | Oslafa         | Oslafa         |  |  |                 |                 |                 |                 |                 |                 |  |  |            |            |            |            |            |            |  |  |            |            |            |            |            |            |
|                          |                          |                          |                          |                          |                          |                               |                               |                               |                               |                               |                               |                            |                            |  |  |                              |                              |                              |                              |                              |                              |              |              |                            |                            |                            |                            |                            |                            |  |  |                |                |                |                |                |                |  |  |                 |                 |                 |                 |                 |                 |  |  |            |            |            |            |            |            |  |  |            |            |            |            |            |            |
|                          |                          |                          |                          |                          |                          |                               |                               |                               |                               |                               |                               |                            |                            |  |  |                              |                              |                              |                              |                              |                              |              |              |                            |                            |                            |                            |                            |                            |  |  |                |                |                |                |                |                |  |  |                 |                 |                 |                 |                 |                 |  |  |            |            |            |            |            |            |  |  |            |            |            |            |            |            |
| Egberto re del Kent      | Egberto re del Kent      | Egberto re del Kent      | Egberto re del Kent      | Egberto re del Kent      | Egberto re del Kent      |                               |                               | Hlothhere re del Kent         | Hlothhere re del Kent         | Hlothhere re del Kent         | Hlothhere re del Kent         | Hlothhere re del Kent      | Hlothhere re del Kent      |  |  | Merewalh re del Magonsete    | Merewalh re del Magonsete    | Merewalh re del Magonsete    | Merewalh re del Magonsete    | Merewalh re del Magonsete    | Merewalh re del Magonsete    |              |              | Domne Eafe                 | Domne Eafe                 | Domne Eafe                 | Domne Eafe                 | Domne Eafe                 | Domne Eafe                 |  |  | Santo Etelredo | Santo Etelredo | Santo Etelredo | Santo Etelredo | Santo Etelredo | Santo Etelredo |  |  | Santo Etelberto | Santo Etelberto | Santo Etelberto | Santo Etelberto | Santo Etelberto | Santo Etelberto |  |  | Eormenburg | Eormenburg | Eormenburg | Eormenburg | Eormenburg | Eormenburg |  |  | Eormengyth | Eormengyth | Eormengyth | Eormengyth | Eormengyth | Eormengyth |
| Egberto re del Kent      | Egberto re del Kent      | Egberto re del Kent      | Egberto re del Kent      | Egberto re del Kent      | Egberto re del Kent      |                               |                               | Hlothhere re del Kent         | Hlothhere re del Kent         | Hlothhere re del Kent         | Hlothhere re del Kent         | Hlothhere re del Kent      | Hlothhere re del Kent      |  |  | Merewalh re del Magonsete    | Merewalh re del Magonsete    | Merewalh re del Magonsete    | Merewalh re del Magonsete    | Merewalh re del Magonsete    | Merewalh re del Magonsete    |              |              | Domne Eafe                 | Domne Eafe                 | Domne Eafe                 | Domne Eafe                 | Domne Eafe                 | Domne Eafe                 |  |  | Santo Etelredo | Santo Etelredo | Santo Etelredo | Santo Etelredo | Santo Etelredo | Santo Etelredo |  |  | Santo Etelberto | Santo Etelberto | Santo Etelberto | Santo Etelberto | Santo Etelberto | Santo Etelberto |  |  | Eormenburg | Eormenburg | Eormenburg | Eormenburg | Eormenburg | Eormenburg |  |  | Eormengyth | Eormengyth | Eormengyth | Eormengyth | Eormengyth | Eormengyth |
|                          |                          |                          |                          |                          |                          |                               |                               |                               |                               |                               |                               |                            |                            |  |  |                              |                              |                              |                              |                              |                              |              |              |                            |                            |                            |                            |                            |                            |  |  |                |                |                |                |                |                |  |  |                 |                 |                 |                 |                 |                 |  |  |            |            |            |            |            |            |  |  |            |            |            |            |            |            |
|                          |                          |                          |                          |                          |                          |                               |                               |                               |                               |                               |                               |                            |                            |  |  |                              |                              |                              |                              |                              |                              |              |              |                            |                            |                            |                            |                            |                            |  |  |                |                |                |                |                |                |  |  |                 |                 |                 |                 |                 |                 |  |  |            |            |            |            |            |            |  |  |            |            |            |            |            |            |
| Eadric re del Kent       | Eadric re del Kent       | Eadric re del Kent       | Eadric re del Kent       | Eadric re del Kent       | Eadric re del Kent       |                               |                               | Merefin                       | Merefin                       | Merefin                       | Merefin                       | Merefin                    | Merefin                    |  |  | Santa Mildred                | Santa Mildred                | Santa Mildred                | Santa Mildred                | Santa Mildred                | Santa Mildred                |              |              | Santa Mildburga di Wenlock | Santa Mildburga di Wenlock | Santa Mildburga di Wenlock | Santa Mildburga di Wenlock | Santa Mildburga di Wenlock | Santa Mildburga di Wenlock |  |  | Santa Mildgita | Santa Mildgita | Santa Mildgita | Santa Mildgita | Santa Mildgita | Santa Mildgita |  |  |                 |                 |                 |                 |                 |                 |  |  |            |            |            |            |            |            |  |  |            |            |            |            |            |            |